# Bob Gale (cestista)
Robert Wells Gale, detto Bob (New York, 2 aprile 1925 – Skokie, 29 maggio 1975), è stato un cestista statunitense.

## Carriera
Di ruolo centro, era alto 196 centimetri. Fu un giocatore di college di alto livello: militò dapprima nella Cornell University, ma nel 1944 si trasferì al Dartmouth College in quanto impegnato nella scuola di addestramento per ufficiali dell'esercito statunitense. Proprio con Dartmouth raggiunse la finale del torneo NCAA 1944, vinta dalla University of Utah. Al termine della seconda guerra mondiale tornò alla Cornell; fu capitano della squadra dal 1946 al 1948.
Al termine della carriera universitaria, Gale fu selezionato al primo giro del Draft BAA 1948 come 7ª scelta assoluta dai St. Louis Bombers. Tuttavia non giocò mai in NBA. Nello stesso anno era stato nominato All-American. Proseguì invece la carriera nel New York Athletic Club, di cui fu anche capitano.

## Palmarès
- NCAA Helms Foundation All-America Second Team (1948)[11]